# بالا در ویلا
در ویلا (به انگلیسی: Up at the Villa) یک فیلم درام و رمانتیک بریتانیایی به کارگردانی فیلیپ هاس و با بازی کریستین اسکات توماس، آن بنکرافت، جیمز فاکس، درک جاکوبی و شان پن محصول سال ۲۰۰۰ است. این فیلم بر اساس رمان سال ۱۹۴۱ Up at the Villa نوشته سامرست موآم است.

## پذیرش انتقادی
این فیلم با انتقادات متفاوت و منفی از سوی منتقدان روبرو شد. 